# Grete Jalk

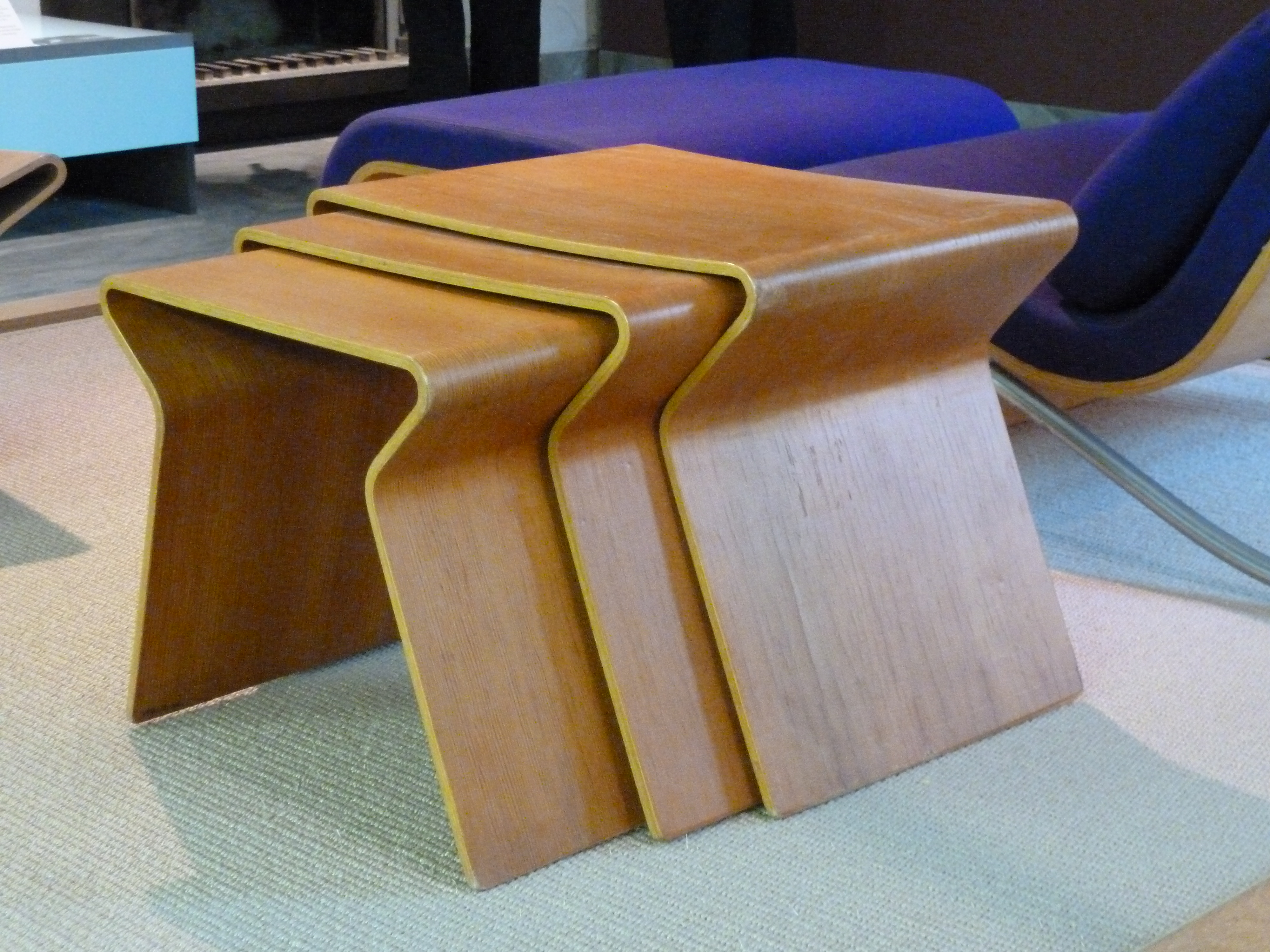
GJ-bord, 1963

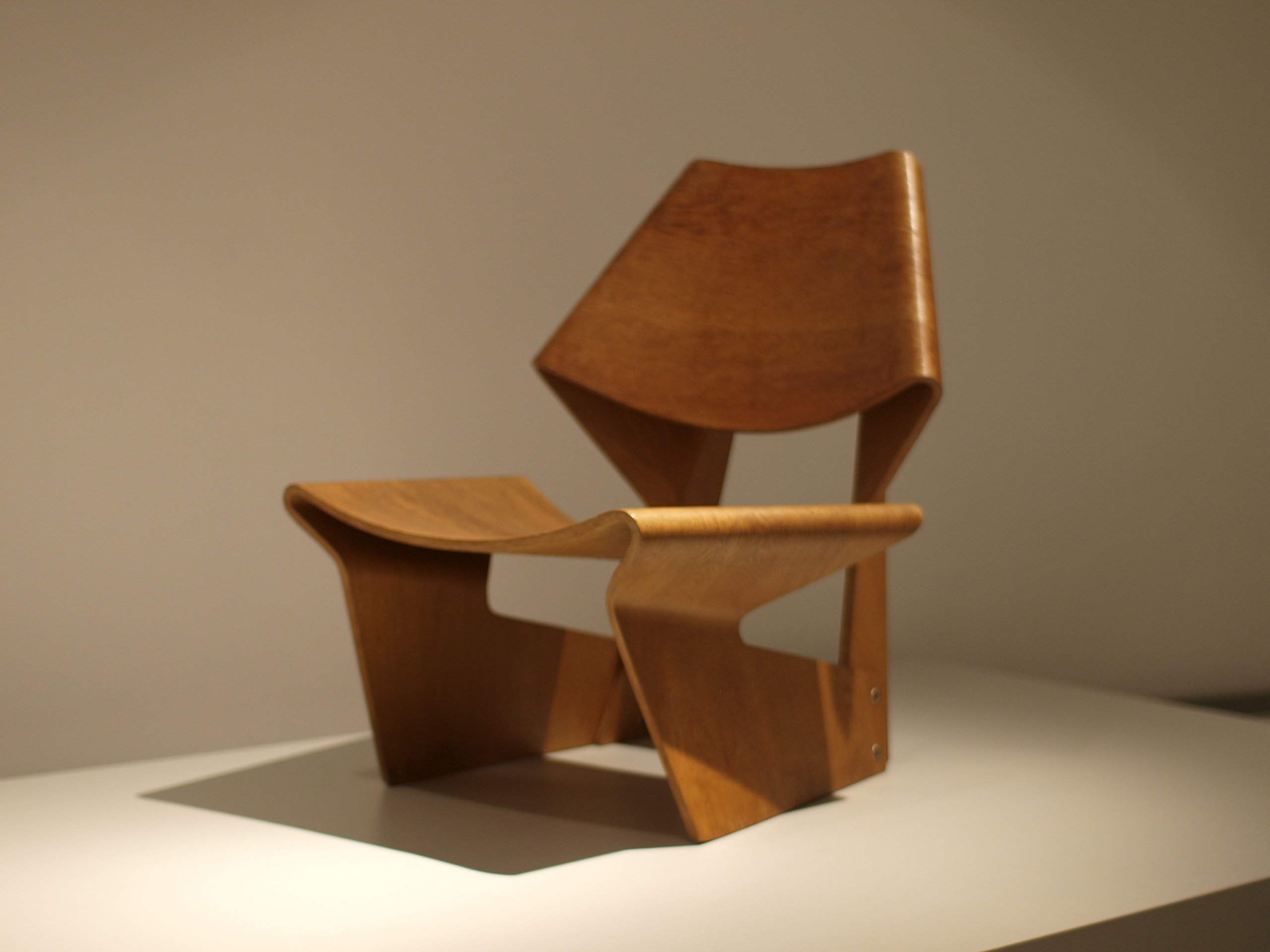
GJ-stol

Grete Juel Jalk, född 18 juni 1920 i Köpenhamn, död 2006, var en dansk möbelformgivare och skribent.

## Biografi
Grete Jalk var dotter till läraren Axel Julius Jalk (1891–1945) och Ingrid Karla Tuxen Hansen (1886–1985). Hon utbildade sig, efter en kort session med filosostudier på universitet, 1940–1941 i teckning på Tegne- og Kunstindustriskolen for Kvinder i Köpenhamn, 1941–1943 i lära hos möbelsnickarmästaren Karen Margrethe Conradsen, till 1946 på Kunsthåndværkerskolens möbelskola och för Kaare Klint på Kunstakademiets Skole för Möbelkonst. 
Hon öppnade sitt eget designkontor 1953 och gjorde, inspirerad av Alvar Aalto, bland annat möbler i böjd plywood. Hon utvecklade olika system för lagring i bostäder och för placering av hemelektronik.
Grete Jalk var lärare på Kunsthåndværkerskolens möbelskola 1950–1960. Hon var redaktör för tidskriften Mobilia 1956–1962 samt 1968–1974, och skrev ett bokverk i fyra band om danska möbler.
Hon ritade tapeter och tygmönster till Unika Væv samt silverarbeten för Georg Jensen.

### Webbkällor
- Søren Sass, "Grete Jalk (1920 -2006)",Dansk Kvindebiografisk Leksikon], läst 2012-01-05
- Om Grete Jalk på www.greatdanefurniture.com, läst 2012-01-05
- Om Grete Jalk på www.danishfurnituredesign.com, läst 2012-01-05